# Óscar Maqueda
Óscar Maqueda es un golfista, periodista, reportero, editor y director de la edición española de la revista norteamericana Golf Digest, Golf Digest Spain, desde 1999. Antiguamente era redactor del periódico Marca. Es, además, licenciado en Periodismo.
En 1997, tras la exitosa celebración de la primera edición de la Ryder Cup en el Real Club Valderrama, capitaneado por Severiano Ballesteros, el auge del golf en España era evidente. Así, vio la oportunidad de disfrutar y entender el golf, aprovechándolo y convirtiéndose en el director de la publicación líder de este deporte.
Participó en el World Golf Championship de 2009, donde ganó Miguel Ángel Jiménez contra Tiger Woods, y en la Copa del Mundo de 2004 en Sevilla.
En 2005 recibió una invitación para disputar el I Open Internacional de Corea del Norte en el campo de Pionyang, pero rechazó la oferta debido a que no se veía capaz de superar el récord del campo, que está en 38 bajo par, y según él, no merecía la pena. Finalmente, el ganador del torneo fue John Barton, otro periodista de la revista Golf Digest.
Participó en el Madrid Masters en octubre de 2009 en Austria, donde Rafael Cabrera-Bello logró una victoria. El equipo español estuvo liderado por Sergio García, a lo que también asistieron Ignacio Garrido y Jorge Campillo.
Óscar Maqueda ha viajado a un total de 35 países, en los cuales ha jugado al golf en 21 de ellos, entre los que se encuentran Finlandia y el círculo polar ártico.